# Kristine Smith (mathématicienne)

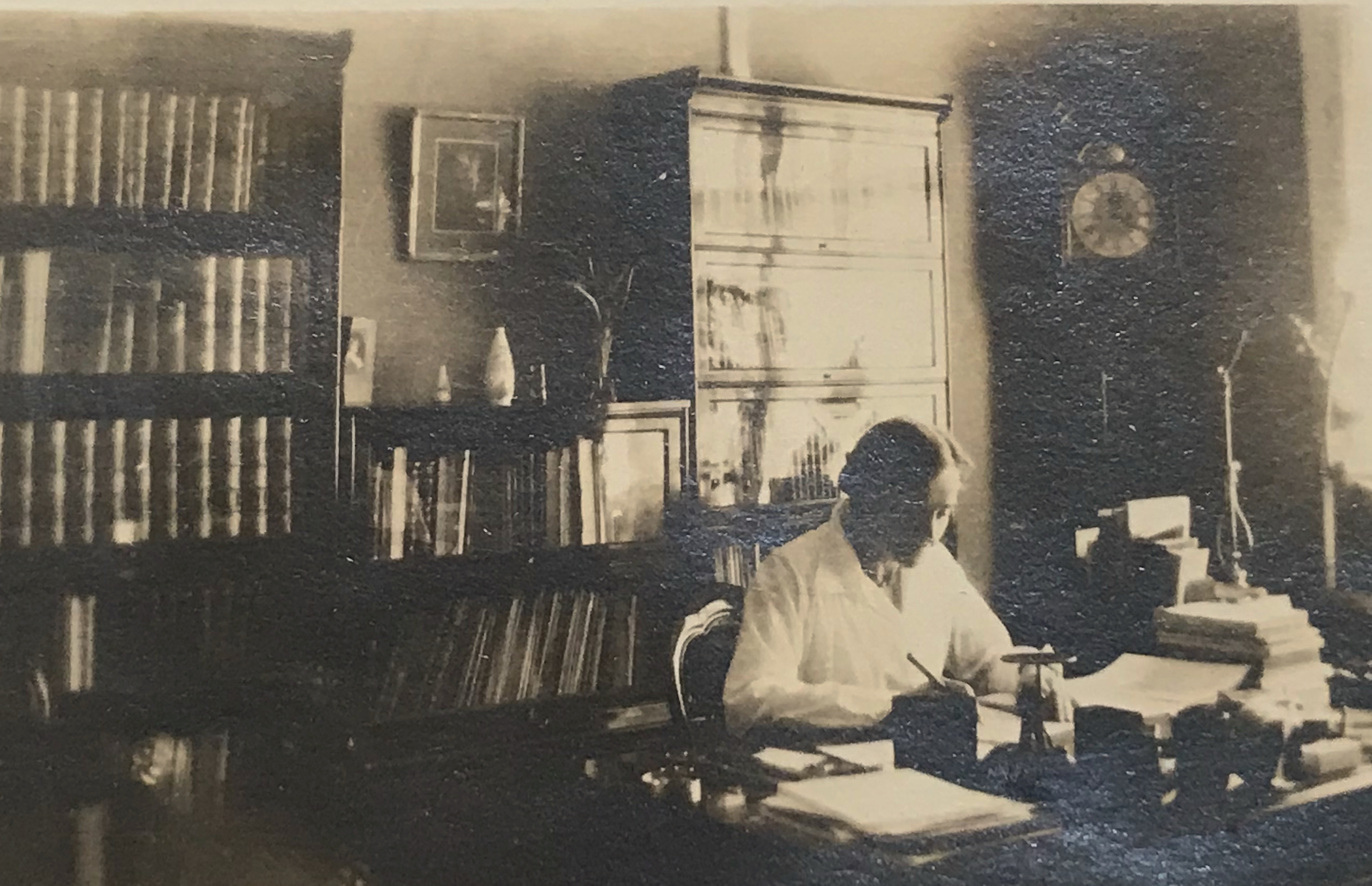
Kirstine Smith travaillant à son bureau en 1919

Kirstine Smith, née le 12 avril 1878 et morte le 11 novembre 1939, est une statisticienne danoise. On lui attribue la création du domaine de la plan d'expériences optimal (en).

## Biographie
Kristine Smith nait le 12 avril 1878 à Nykøbing Mors, Danemark. En 1903, elle obtient un diplôme en mathématiques et en physique à l'Université de Copenhague. 
Elle travaille ensuite comme secrétaire de l'astronome et statisticien Thorvald Thiele, puis au Conseil international pour l'exploration de la mer, pour lequel elle rédige plusieurs volumes sur les populations de poissons.
En 1916, Smith est admis en doctorat à l'Université de Londres où Karl Pearson avait fondé le premier département universitaire de statistiques. Elle a pour professeur Pearson qui la décrit comme « brillante » dans une lettre à Ronald Fisher. À Londres, elle écrit un article influent dans la revue Biometrika sur le minimum du χ² du coefficient de corrélation. Les désaccords sur certains aspects de son travail ont conduit à des frictions entre Pearson et Fisher.
Dans sa thèse, publiée en 1918, elle invente le plan d'expériences optimal (en) où elle calcule des conceptions G-optimales pour la régression polynomiale d'ordre jusqu'à 6. 
Après avoir terminé son doctorat elle s'installe à Copenhague où elle travaille comme chercheuse pour la Commission pour la recherche océanique de 1918 à 1924 et avec Johannes Schmidt au laboratoire Carlsberg (en)de 1920 à 1921.
Elle abandonne finalement  la recherche après avoir obtenu son diplôme d'enseignante pour devenir professeur de lycée.
Elle meurt le 11 novembre 1939.

## Publications
- Smith, K. (1916). On the ‘best’ values of the constants in frequency distributions. Biometrika, 11(3), 262–276.
- Smith, K. (1918). On the standard deviations of adjusted and interpolated values of an observed polynomial function and its constants and the guidance they give towards a proper choice of the distribution of observations. Biometrika, 12(1/2), 1–85.
- Smith, K. (1922).The standard deviations of fraternal and parental correlation coefficients. Biometrika, 14(1/2), 1–22.